# Bitter Victory
Bitter Victory és una pel·lícula franco-estatunidenca dirigida per Nicholas Ray estrenada el 1957.

## Argument
L'estat major britànic envia el major Brand i el capità Leith en missió a Bengasi, per recuperar documents dels quals s'han apoderat els alemanys. Neix una forta rivalitat entre els dos homes, Leith s'enamora de la dona de Brand. El seu conflicte altera el bon desenvolupament de la missió.

## Repartiment
- Richard Burton: capità Leith
- Curd Jürgens: Major David Brand
- Ruth Roman: Jane Brand
- Raymond Pellegrin: Mekrane
- Anthony Bushell: General R.S. Patterson
- Alfred Burke: Tinent Coronel Michael Callander
- Sean Kelly: Tinent Barton
- Ramón de Larrocha: Tinent Sanders
- Christopher Lee: Sergent Barney
- Ronan O'Casey: Sergent Dunnigan
- Fred Matter: Coronel Lutze
- Raoul Delfosse: Tinent Kassel
- Andrew Crawford: Soldat ras Roberts
- Nigel Green: Soldat ras Wilkins
- Harry Landis: Soldat ras Browning

## Nominacions
- 1957 Lleó d'Or al Festival Internacional de Cinema de Venècia per Nicholas Ray